# 黒沢直輔
黒沢 直輔（くろさわ なおすけ、1945年5月2日 - ）は、日本の映画監督。

## 人物
東京都立新宿高等学校、関西学院大学法学部卒。1972年に日活に入社。70年代は日活で数多くのロマンポルノ作品の助監督・監督を務めた後、1980年代後半より一般映画、テレビドラマに進出。数多くの作品を現在までコンスタントに取り続ける。
代表作に『女が一番似合う職業』、『ベイシティ刑事』、『京都迷宮案内』、『朝食亭』など。

## 作品

### 映画
- ズームイン　暴行団地（1980年）
- 愛獣　襲る！（1981年7月）
- 看護婦日記 獣じみた午後（1982年）
- 発禁 秘画のおんな（1983年）
- ニセ未亡人イチジク白書（1984年）
- 夢犯（1985年）
- お嬢さん探偵 ときめき連発（1987年）
- ころがし涼太 激突!モンスターバス（1988年）
- 女がいちばん似合う職業（1990年）
- 第1回欽ちゃんのシネマジャック「探偵〜ハーレム・ノクターン〜」（1993年）
- XX ダブルエックス 美しき標的（1995年）
- Another XX ダブルエックス 赤い殺人者（1996年）

### 連続ドラマ
- ベイシティ刑事（1987年、テレビ朝日）
- さすらい刑事旅情編（1988年 - 1995年、テレビ朝日）
- あいつがトラブル（1989年、フジテレビ）
- 裏刑事-URADEKA-（1992年、朝日放送）
- はだかの刑事（1993年、日本テレビ）
- 福井さんちの遺産相続（1994年、関西テレビ）
- 風の刑事・東京発!（1995年 - 1996年、テレビ朝日）
- 家政婦は見た!（1997年、テレビ朝日）
- 結婚前夜（1998年、NHK）
- 京都迷宮案内（1999年 - 、テレビ朝日）
- 京都潜入捜査官（2000年、テレビ朝日）
- 犯罪交渉人ゆり子（2001年 - 2004年、テレビ朝日）
- だます女だまされる女（2003年 - 2005年、日本テレビ）
- 仮面ライダーW（2009年、テレビ朝日）
- 京都地検の女第6シリーズ（2010年、テレビ朝日）
- おみやさん第8シリーズ（2011年、テレビ朝日）
- 京都地検の女第7シリーズ（2011年、テレビ朝日）
- 京都地検の女第8シリーズ（2012年、テレビ朝日）
- 刑事110キロ（2013年、テレビ朝日）
- 京都地検の女第9シリーズ（2013年7月スタート、テレビ朝日）
- 最強のふたり〜京都府警 特別捜査班〜（2015年、テレビ朝日）

### 単発ドラマ
- 魔性の星の女（1986年、日本テレビ）
- 九時まで待って（1989年、日本テレビ）
- 世にも奇妙な物語 第2回「夢」（1991年、フジテレビ）
- 函館幸坂・ふたりの女（1992年、関西テレビ）
- 刑事（1993年、フジテレビ）
- 世にも奇妙なミステリー2 妻に言えない夫の秘密（1995年、フジテレビ）
- 我等の放課後（1996年、NHK）
- 九門法律相談所 第6 - 11作（1996年 - 1999年、日本テレビ）
- 卒業写真（1997年、山口放送）
- 松本清張スペシャル・一年半待て（2002年、日本テレビ）
- 京女刑事・真行寺メイ（2003年 - 2005年、テレビ東京）
- 夜盗（2005年、TBS）
- マイハウス〜夢の一戸建て争奪戦争〜（2006年、フジテレビ）
- 松本清張特別企画・強き蟻（2006年、テレビ東京）
- ミヤコ蝶々ものがたり（2007年、テレビ朝日）
- 朝食亭（2008年、WOWOW）
- 悪い奴ほどよく眠る（2010年、フジテレビ）
- 雪冤（2010年、テレビ東京）
- 松本清張特別企画・聞かなかった場所（2011年、テレビ東京）
- ホームドクター・神村愛～看取りの事件カルテ～（2012年、TBS）
- 葬儀屋・松子の事件簿（2012年、テレビ東京）
- 葬儀屋・松子の事件簿2（2013年、テレビ東京）
- 京都殺人授業 第一講座「雨の中の義経」（2013年、TBS）
- 立証～離婚弁護士　香月佳美（2013年、テレビ東京）
- 罪火（2014年、テレビ東京）
- 共犯（2016年、テレビ東京）

### ビデオアニメーション
- 内山亜紀のおもらしゴッコ（1985年）